# In Absentia
In Absentia — сьомий студійний альбом англійського гурту прогресивного року Porcupine Tree, виданий 24 вересня 2002 року. В альбомі знайшли відображення деякі зміни звучання гурту: вперше у запису взяв участь новий ударник Гевін Харрісон, а музика набула рис, притаманних хеві-металу і прогресивному металу, і різко контрастувала зі звучанням попередніх альбомів у стилі психоделічного року та поп-року. Окрім того, це було перше видання на новому лейблі Lava Records. Альбом дуже добре сприйнявся критикою, мав комерційний успіх і часто згадується як вершина досягнення гурту. Всього було продано втричі більше екземплярів In Absentia, ніж будь-якого іншого з попередніх альбомів.

## Підґрунтя
У попередній період творчості на лейблі Delerium Records музика Porcupine Tree звучала типово для психоделічного та спейс-року: переважно тривалі композиції з абстрактним компонентом. Зміна звучання відбулась наприкінці 90-х років, коли гурт підписав контракт з лейблом Kscope/Snapper Record: музика стала більш комерційною та краще надавалась для радіоефіру — коротші композиції з традиційною пісенною структурою зі збереженням стилістики прогресивного року. Проте, на початку 2000-х років, гурт знову «переріс» невеликий лейбл і після чергової його зміни на «потужніший» (Lava Records) вирішив рухатися у напрямку прогресивного металу.
Слід сказати, що спочатку Porcupine Tree уникав великих звукозаписних компаній, вважаючи, що більшість лейблів не «осягають» його музику повною мірою, а музикантами надавали більшу перевагу виданню альбомів, ніж синглів.
І все-таки музиканти обрали лейбл, який підтримував їхню філософію, а Стівен Вілсон — фронтмен Porcupine Tree — віддав належне таким гуртам, як Tool чи Radiohead, які досягли успіху з аналогічними підходами до музичної індустрії.
Ще кілька факторів вплинули на зміну звучання Porcupine Tree, крім зміни лейблу. У першу чергу, це зустріч Стівена Вілсона з Мікаелем Окерфельдтом з шведського гурту хеві-металу Opeth.
Під враженням від музики цього гурту Вілсон погодився виступити продюсером наступного альбому Opeth Blackwater Park, що надихнуло Вілсона скерувати Porcupine Tree у напрямку прогресивного металу.
Також переломним моментом у зміні звучання Porcupine Tree стало знайомство Вілсона з ізраїльським музикантом та співаком Авівом Геффеном (Aviv Geffen). Обидва зустрілися, коли Геффен, великий прихильник музики Вілсона, запросив Porcupine Tree виступити в Ізраїлі під час турне на підтримку попереднього альбому гурту 2000 року Lightbulb Sun. Між музикантами виникли приязні стосунки (зокрема, Геффен взяв участь у запису альбому In Absentia як сесійний бек-вокаліст), що призвело до створення спільного проекту під назвою Blackfield. Авів, який не був особливим поціновувачем металу, надав новоствореній формації більш поп-рокового звучання у стилі попередніх альбомів Porcupine Tree Stupid Dream та Lightbulb Sun, а це, у свою чергу, дало можливість Вілсону зосередитись на більш «металевому» звучанні Porcupine Tree, не відмовляючись від попереднього стилю.
Ще однією знаковою подією став відхід з гурту ударника Кріса Мейтленда та його заміна на Гевіна Харрісона, який приєднався до Porcupine Tree на початку 2002 року. Мейтленд не зміг завоювати особливої прихильності великого лейблу, а стиль гри Харрісона більше відповідав звучанню у стилі метал.
Вілсон так охарактеризував зміни у гурті на той час:

## Концепція
Хоча формально альбом не відноситься до концептуальних, більшість текстів присвячено актуальним темам серійних вбивць, насилля над жінками і критиці сучасного світу.
Назва альбому також пов'язана з такою концепцією і з латинської дослівно перекладається «за відсутності», тобто «заочно» — термін, що стосується, наприклад, заочного розгляду справи, коли психічно хвора особа не може бути представлена у суді.

## Гастрольні турне та продаж
Альбом вийшов 24 вересня 2002 року на компакт-диску та вінілі, останній містив бонусний трек Chloroform (після The Creator Has A Mastertape). Крім того, компакт-диск (enhanced CD) містив відео-кліп на пісню Strip The Soul як бонусний матеріал.
Перша пісня Blackest Eyes звучала в ефірі багатьох великих радіостанцій, але офіційно не вийшла на синглі і не потрапила в чарти. Гурт провів турне на підтримку альбому разом з гуртом Yes, про що пізніше Вілсон шкодував: «…глядачі двох гуртів були занадто різними. Проблема полягала в тому, що більшість людей, які прийшли подивитися Yes, перестали цікавитись новою музикою багато років тому і просто прийшли, щоб послухати їхній улюблений старий Yes».
Згодом Porcupine Tree здійснили друге турне на підтримку альбому разом з Opeth. Під час цих гастролей, у липні-серпні 2003 року, було видано міні-альбом Futile, який містив пісні, записані у час студійних сесій альбому In Absentia.
Світовий продаж альбому сягнув більше 100 000 копій, що втричі перевищувало продаж будь-якого іншого з попередніх альбомів гурту на той час. Тільки у США було продано 45000 копій альбому, на відміну від проданих 2000 екземплярів попередніх альбомів.

## Критичні відгуки
Відгуки про альбом були позитивними. In Absentia досягнув 2-го місця в Top 20 albums of 2002 інтернет-журналу Metal Storm і 46 місця в Top 200 albums of all time.

## Місця у чартах
| Чарт               | Найвище Місце |
| ------------------ | ------------- |
| Франція            | 143           |
| Німеччина          | 64            |
| US Top Heatseekers | 35            |

## Трек-лист
Автор слів Steven Wilson. 
| #     | Назва                           | Автор музики             | Тривалість |
| ----- | ------------------------------- | ------------------------ | ---------- |
| 1.    | «Blackest Eyes»                 | Steven Wilson            | 4:23       |
| 2.    | «Trains»                        | Wilson                   | 5:56       |
| 3.    | «Lips Of Ashes»                 | Wilson                   | 4:39       |
| 4.    | «The Sound Of Muzak»            | Wilson                   | 4:59       |
| 5.    | «Gravity Eyelids»               | Wilson                   | 7:56       |
| 6.    | «Wedding Nails»                 | Richard Barbieri, Wilson | 6:33       |
| 7.    | «Prodigal»                      | Wilson                   | 5:32       |
| 8.    | «.3»                            | Wilson                   | 5:25       |
| 9.    | «The Creator Has A Mastertape»  | Wilson                   | 5:21       |
| 10.   | «Heartattack In A Layby»        | Wilson                   | 4:15       |
| 11.   | «Strip The Soul»                | Colin Edwin, Wilson      | 7:21       |
| 12.   | «Collapse The Light Into Earth» | Wilson                   | 5:54       |
| 68:14 |                                 |                          |            |

| Європейське спеціальне видання (видано 27 січня 2003 з трьома піснями-бонусами на додатковому диску) | Європейське спеціальне видання (видано 27 січня 2003 з трьома піснями-бонусами на додатковому диску) | Європейське спеціальне видання (видано 27 січня 2003 з трьома піснями-бонусами на додатковому диску) | Європейське спеціальне видання (видано 27 січня 2003 з трьома піснями-бонусами на додатковому диску) |
| # | Назва                                                                                                | Автор музики                                                                                         | Тривалість                                                                                           |
| --- | --- | --- | --- |
| 1.                                                                                                   | «Drown With Me»                                                                                      | Wilson                                                                                               | 5:21                                                                                                 |
| 2.                                                                                                   | «Chloroform»                                                                                         | Chris Maitland, Wilson                                                                               | 7:14                                                                                                 |
| 3.                                                                                                   | «Strip The Soul» (Video edit)                                                                        | Edwin, Wilson                                                                                        | 3:35                                                                                                 |

DVD-A видання
Перевиданий у березні 2004 року, альбом вийшов у DVD-A форматі (ремікс в об'ємному 5.1-канальному звучанні), який включав: оригінальну версію альбому; дві пісні, записані під час сесій, Drown With Me та Chloroform і додатковий трек Futile; а також музичні відео на пісні Strip The Soul, Blackest Eyes та Wedding Nails.

## Учасники запису
Основний склад гурту
- Стівен Вілсон (Steven Wilson) — вокали, акустична та електрогітара, фортепіано, клавішні, банджо
- Річард Барбієрі (Richard Barbieri) — аналоговий синтезатор, мелотрон, орган Хаммонда, клавішні
- Колін Едвін (Colin Edwin) — бас-гітара
- Гевін Харрісон (Gavin Harrison) — ударні, перкусія

Запрошені музиканти
- Авів Геффен (Aviv Geffen) — бек-вокал (на The Sound of Muzak і Prodigal)
- Джон Веслі (John Wesley) — бек-вокал (на Blackest Eyes, The Sound of Muzak і Prodigal), додаткова гітара (на Blackest Eyes)

Інший персонал
- Аранжування — Porcupine Tree
- Продюсування — Стівен Вілсон
- Звукорежисер — Paul Northfield
- Мікшування — Tim Palmer і Mark O'Donoughue
- Мастеринг — Andy VanDette
- 5.1 мікшування — Elliot Scheiner (вересень — грудень 2003)
- 5.1 мастеринг — Darcy Proper, Sony Studios, січень 2004